# Eurystomus azureus
La carraca moluqueña (Eurystomus azureus) es una especie de ave coraciforme de la familia Coraciidae endémica de las islas Molucas, en Indonesia.
Su hábitat natural son las selvas húmedas tropicales, por ello se ve afectada por la deforestación. Se supuso que había descendido su población rápidamente y estuvo clasificada como vulnerable en la Lista Roja de la UICN de 2000. Sin embargo, pero estudios más recientes han determinado que aunque está en declive es más abundante de lo que se creía por lo que se cambió a su clasificación a especie casi amenazada en 2007.